# Giannina Censi
Giannina Censi (ur. 25 stycznia 1913 w Mediolanie, zm. 5 maja 1995 w Vogherze) – włoska tancerka i choreografka. W latach 30. XX wieku była główną interpretatorką i choreografką tańców futurystycznych. Współpracowała z Filippo Tommaso Marinettim. Archiwum jej twórczości znajduje się w muzeum Mart w Rovereto.

## Życiorys

### Rodzina
Urodziła się 25 stycznia 1913 roku w Mediolanie. Jej matka Carla Ferrario była pianistką i piosenkarką, siostrą lotnika Rosina Ferrario, ojciec Carlo Censi był kompozytorem i profesorem muzyki w Konserwatorium Muzycznym im. Giuseppe Verdiego w Mediolanie. 
Jej syn, Cristiano Censi, jest autorem, reżyserem i aktorem teatralnym, a także założycielem, wraz z Isabellą Del Bianco, Szkoły Aktorskiej Teatru Akcji.

### Edukacja
W 1926 zaczęła brać lekcje tańca u Angeliny Gini, nauczycielki w La Scala w Mediolanie, według metody opracowanej przez Enrico Cecchettiego. W 1929 zadebiutował w Teatrze Licinum w Erbie dwoma klasycznymi przedstawieniami: Alkestis Eurypidesa i Tajemnicą Persefony Ettore Romagnoli pod dyrekcją samego Romagnolego z zespołem tanecznym Jii Ruskaji. W tym samym roku zinterpretowała  wiersz liryczny Stelle, słowa Pietro Karra z muzyką Piero Albergoniego oraz Taniec duchów szczytów w Pałacu Carducci w Como. W 1930 wyjechał do Paryża na lekcje baletu prowadzone przez Lubov Erogovą, pobierała lekcje flamenco i tańca indyjskiego u Uday Shankara i poznała Josephine Baker.

## Twórczość
Na początku lat trzydziestych Censi wykonywała liczne futurystyczne spektakle taneczne, w szczególności Aerodanza autorstwa Enrico Prampoliniego. 14 marca 1930 roku w Castello Sforzesco w Mediolanie była choreografką futurystycznych pantomim Oppio i Grottesco Meccanico, napisanych i wykonanych przez Flavio Gioia do muzyki Gian Francesco Malipiero i Riccardo Pick-Mangiagalli. W tym samym roku zaangażowała się w bardziej tradycyjne spektakle, m.in. Le danze della Jungla w Teatrze Miejskim w Piacenza (5 kwietnia), Mefistofeles Arrigo Boito w Teatro Massimo w Alessandrii (26 listopada) i Sen Carla Marii von Webera w Theatre degli Arcimboldi w Mediolanie (5 grudnia). Od 28 maja do 16 czerwca 1931 Giovanna Censi uczestniczyła w tournée teatralnym Simultanina, opartym na twórczości Filipoo Romasso Marinettiego.
W 1933 roku Censi została zatrudniona przez Riccardo Pick-Mangiagalliniego do roli Pierrota w operze Magiczny karylion w Teatrze San Carlo w Neapolu. W tym samym roku interpretuje i realizuje choreografię Alkestis Eurypidesa w reżyserii Romagnoliego na Littoriale w Bolonii oraz Grandi balletti Giuseppe Adamiego na targach w Padwie. W 1934 roku brała udział w pokazach futurystycznych w Cinema Garibaldi w Padwie (10 lutego), w Circolo artistico w Trieście (10 kwietnia) oraz w Teatro Convegno w Mediolanie, gdzie interpretowała wiersze Fortunato Depero l vento e Macchina monella (12 czerwca). Później zajmowała się teatrem światła z zespołami Achille Maresca i Armando Fineschi, razem z Wandą Osiris i Riccardo Rilli. W 1936 roku po kontuzji łąkotki zrezygnowała z kariery tancerki i zajęła się nauczaniem tańca w Sanremo, Mediolanie, Genui (1954-1980) i Voghera (1960-1990).
W latach siedemdziesiątych Giovanna Censi była zaangażowana w badania nad tańcem futurystycznym, w szczególności w 1979 roku w program tańca futurystycznego w galerii sztuki Il Brandale w Savonie. W tym samym roku została włączona do wystawy poświęconej kobietom włoskiej awangardy w Centre for Italian Studies na Columbia University w Nowym Jorku, której kuratorką była Mirella Bentivoglio. W 1994 roku był konsultantem aerotańca w pokazie Pierpaolo Kossa W la macchina e lo stile d'acciaio  na Biennale Tańca w Charleroi w Belgii. 
Zmarła 5. maja 1995 roku w Vogherze.

## Spuścizna
Od 4. września 1997 do 5. marca 1998 w Casa d'arte futurista Depero w Rovereto wystawiana byłą wystawa poświęcona Gianninie Censi zatytułowana Giannina Censi. Tańczący futuryzm. Archiwum Gianniny Censi jest przechowywane w Mart w Rovereto.